# L'Express de Plymouth (téléfilm)
Pour la nouvelle, voir L'Express de Plymouth.
L'Express de Plymouth (The Plymouth Express) est un téléfilm britannique de la série télévisée Hercule Poirot, réalisé par Andrew Piddington, sur un scénario de Rod Beacham, d'après la nouvelle L'Express de Plymouth, d'Agatha Christie.
Ce téléfilm, qui est le 23e épisode de la série, a été diffusé pour la première fois le 20 janvier 1991 sur le réseau d'ITV.

## Synopsis
M. Gordon Halliday, un riche entrepreneur, demande à Poirot d'enquêter sur un Français, le comte Armand de Rochefort, qui fait la cour à sa fille, Florence Carrington. Il craint que l'homme soit un escroc. Par ailleurs il est inquiet de la vie conjugale de sa fille : Florence est mariée avec Ruppert Carrington, lequel tente sans cesse de lui extorquer de l'argent. Poirot refuse en premier lieu de s'occuper de cette affaire puis accepte de s'y intéresser. Quelques jours plus tard, Florence Carrington est retrouvée poignardée à mort à bord de l'express Londres / Plymouth. Elle voyageait avec sa boîte de bijoux qui a été volée.
Hercule Poirot mène l'enquête. Il découvre que lors d'une escale sur le trajet, Florence Carrington avait fait du « raffut » sur le quai de la gare pour pouvoir acheter la dernière édition du journal. Pourquoi voulait-elle à tout prix acheter la dernière édition du journal ? Connaître les résultats sportifs ? le dernier cours de bourse ? Après avoir interrogé le comte et le mari qui ont tous deux des alibis solides, Poirot continue son enquête qui la mène sur les traces de M. McHenzy, un diamantaire qui pourrait être le receleur des bijoux volés. Il comprend immédiatement que McHenzy a assassiné Florence pour voler les bijoux et identifiera aussi le complice féminin du tueur en la personne d'une femme de charge de M. Halliday.

## Fiche technique
- Titre français : L'Express de Plymouth
- Titre original : The Plymouth Express
- Réalisation : Andrew Piddington
- Scénario : Rod Beacham, d'après la nouvelle L'Express de Plymouth (1923) d'Agatha Christie
- Décors : Rob Harris
- Costumes : Robin Fraser-Paye
- Photographie : Chris O'Dell
- Montage : Jon Costello
- Musique originale : Christopher Gunning
- Casting : Rebecca Howard
- Production : Brian Eastman
  - Production déléguée : Nick Elliott
- Sociétés de production : Carnival Films, London Weekend Television
- Pays d'origine :  Royaume-Uni
- Langue originale : Anglais
- Genre : Policier
- Durée : 50 minutes
- Ordre dans la série : 23e épisode – (4e épisode de la saison 3)
- Première diffusion :
  -  Royaume-Uni : 20 janvier 1991 sur le réseau d'ITV

## Distribution
- David Suchet (VF : Roger Carel) : Hercule Poirot
- Hugh Fraser (VF : Jean Roche) : Capitaine Arthur Hastings
- Philip Jackson (VF : Claude d'Yd) : Inspecteur-chef James Japp
- Pauline Moran (VF : Laure Santana) : Miss Felicity Lemon
- John Stone (VF : Philippe Dumat) : Mr Halliday
- Kenneth Haigh : McKenzie
- Julian Wadham : Rupert Carrington
- Alfredo Michelson : Comte Armand de La Rochefour
- Marion Bailey : Jane Mason (la domestique des Carrington)
- Shelagh McLeod : Florence Carrington
- Steven Mackintosh : le distributeur de journaux
- Leon Eagles : le directeur de la banque
- John Abbott : un détective
- Stephen Riddle : le barman
- Adrian McLoughlin : un employé de la gare
- Nigel Makin : le réceptionniste
- Richard Vanstone : un sergent
- Robert Locke : un officier de la marine
- Duncan Faber : un employé des chemins de fer

## Autour de l'épisode
- L'épisode, tiré de la nouvelle, connait un autre épisode similaire, Le train bleu, qui est l'adaptation du roman homonyme qui, lui, est dérivée de la nouvelle.